# 非洲河燕
非洲河燕（学名：Pseudochelidon eurystomina），是雀形目燕科的一种鸟类。
非洲河燕体重约26克，翼长约118.9毫米，嘴峰长约14.5毫米，喙宽度约5.4毫米，喙厚度约5毫米，跗蹠长约13.8毫米，尾长约50.8毫米。非洲河燕是候鸟，其栖息在半开放的河流环境中，食性为肉食性，主要食物来源是陆生无脊椎动物。
非洲河燕分布于刚果民主共和国的河流环境；在加蓬沿海地区越冬。该物种是单型物种，没有亚种分化。